# David Hunt (baron Hunt de Wirral)
Pour les articles homonymes, voir David Hunt et Hunt.
David James Fletcher Hunt, né le 21 mai 1942 est un homme politique conservateur britannique et est membre du Cabinet sous les administrations Margaret Thatcher et John Major, membre du Conseil privé en 1990. 

## Jeunesse et carrière
Né à Glyn Ceiriog en 1942, fils de l'ancien officier de la Réserve navale royale Alan N Hunt OBE et de Jessie EE Northrop, David Hunt a deux sœurs. En grandissant, David devient un membre actif des Jeunes Conservateurs où il est candidat à un poste politique pour le Parti conservateur. 
Il fait ses études au Liverpool College, une école indépendante pour garçons (aujourd'hui mixte), à Liverpool, à l'époque dans le Lancashire (et maintenant dans le Merseyside), puis à l'Université de Bristol, où il étudie le droit. En 1965, en tant que représentant de l'université, il remporte le concours de débat The Observer Mace, en discutant avec Bob Marshall Andrews . En 1995, le concours est rebaptisé John Smith Memorial Mace et est maintenant géré par l'Union anglophone. 

## Carrière politique
Hunt se présente sans succès à Bristol South en 1970. Lors des honneurs d'anniversaire de 1973, il est nommé membre de l'Ordre de l'Empire britannique (MBE) pour «services politiques dans l'ouest de l'Angleterre». Il se présente à Kingswood, sans succès, en 1974. Hunt est devenu député de Wirral après avoir remporté une élection partielle en 1976. Le siège est divisé et Hunt est devenu député de la nouvelle circonscription de Wirral West en 1983. 
Au gouvernement, il est whip et secrétaire d'État pour le Pays de Galles auprès de Margaret Thatcher, en 1990, peu de temps avant sa démission plus tard cette année-là. Lors des élections à la direction du Parti conservateur (Royaume-Uni) en 1990, il est généralement considéré comme le seul membre du Cabinet à avoir voté pour Michael Heseltine lors du premier tour de scrutin. Il est resté au bureau gallois jusqu'en 1993, puis est secrétaire d'État à l'Emploi de 1993 à 1994 et Chancelier du duché de Lancastre de 1994 à 1995. Lors du remaniement ministériel de 1995, Hunt s'est vu offrir le poste de secrétaire d'État à la Santé mais il refuse, ce poste revenant alors à Stephen Dorrell. Tout en restant Chancelier du duché de Lancastre, pendant deux semaines lors de l'élection à la direction en 1995, il assure l'intérim du secrétaire d'État pour le Pays de Galles alors que le titulaire, John Redwood, a démissionné pour être candidat. 
Il perd son siège aux élections générales de 1997. Dans les honneurs de démission du Premier ministre de 1997, il est élevé à la pairie en tant que baron Hunt de Wirral de Wirral dans le comté de Merseyside. Lord Hunt est associé principal du cabinet d'avocats national Beachcroft Wansbroughs (maintenant DAC Beachcroft) entre 1996 et 2005. Il est aujourd'hui président de la division des services financiers du cabinet et est considéré comme une figure majeure du monde de l'assurance et des services financiers. Sur certains projets de loi, il se rendait occasionnellement sur la banquette avant de l'opposition à la Chambre des lords. Le 7 octobre 2008, David Cameron le nomme à la première place pour accompagner Peter Mandelson à la Chambre des lords sur les questions relatives au ministère des affaires, des entreprises et de la réforme de la réglementation. 
Hunt reçoit un doctorat honorifique en droit de l'Université de Bristol le 21 février 2008. Il est vice-président du Holocaust Educational Trust. Il est devenu président de la Commission des plaintes contre la presse le 17 octobre 2011. En décembre 2011, il recommande de fermer le PCC et de le remplacer par un autre régulateur de presse indépendant. 